# Jessica McLeod
Pour les articles homonymes, voir McLeod.
Jessica McLeod, née le 25 janvier 1997 à Victoria (Colombie-Britannique), est une actrice canadienne.

## Filmographie

### Cinéma
- 2005 : Fetching Cody : Rose
- 2006 : Scary Movie 4 : une petite fille
- 2007 : Nos souvenirs brûlés : l'amie d'Harper
- 2013 : Margraue : une élève
- 2014 : Preggoland (en) : Liz
- 2017 : The Hollow Child : Samantha
- 2017 : Hollow in the Land (en) : Freya
- 2017 : Death Note : une ado
- 2017 : Everfall : Eva Saint
- 2018 : Boundaries : True
- 2020 : Shall We Play? : Jess
- 2021 : Andie the Great : Penny
- 2021 : Impardonnable (The Unforgivable) : Hannah[1]

### Télévision

#### Séries télévisées
- 2009 : Opération chaos : une fille allemande
- 2011–2013 : L'Heure de la peur : Erica / Bonnie (2 épisodes)
- 2013 : À l'aube de la destruction : Ruby Dameron (2 épisodes)
- 2014 : Some Assembly Required : Robin / Alpha Dog
- 2015–2016 : Almost Actors : Angelica / étudiante #1 / Sophie / ... (13 épisodes)
- 2016 : Zoo : Maddie
- 2016 : Haters Back Off! : Chrissy
- 2018 : Life Sentence : Heidi Lynn Brennan
- 2018–2019 : Toi, moi et elle : Sasha (12 épisodes)
- 2019 : Van Helsing : Shelley
- 2021 : Debris : Kathleen (2 épisodes)
- 2021 : Brand New Cherry Flavor : un monstre
- 2021 : Qui ment ? (One of Us Is Lying) : Janae Matthews (8 épisodes)[2]

#### Téléfilms
- 2009 : La vallée des tempêtes : Liz jeune
- 2009 : Mr. Troop Mom : Paulina
- 2009 : Christmas in Canaan : Sarah jeune
- 2012 : Un Noël sur mesure : Anna Fletcher
- 2013 : Tornades de pierres : Megan
- 2013 : Rita : Kelsey
- 2014 : Zapped : une application d'enfer ! : une fille
- 2021 : The Long Island Serial Killer: A Mother's Hunt for Justice : Sarra Gilbert